# Santuario della Foresta
Il santuario di Santa Maria della Foresta è uno dei quattro santuari eretti da san Francesco, insieme al santuario di Fonte Colombo, al santuario di Greccio, e al santuario di Poggio Bustone. Sito a circa 3 km dal capoluogo di provincia di Rieti e a due km dal vicino paese di Castelfranco.

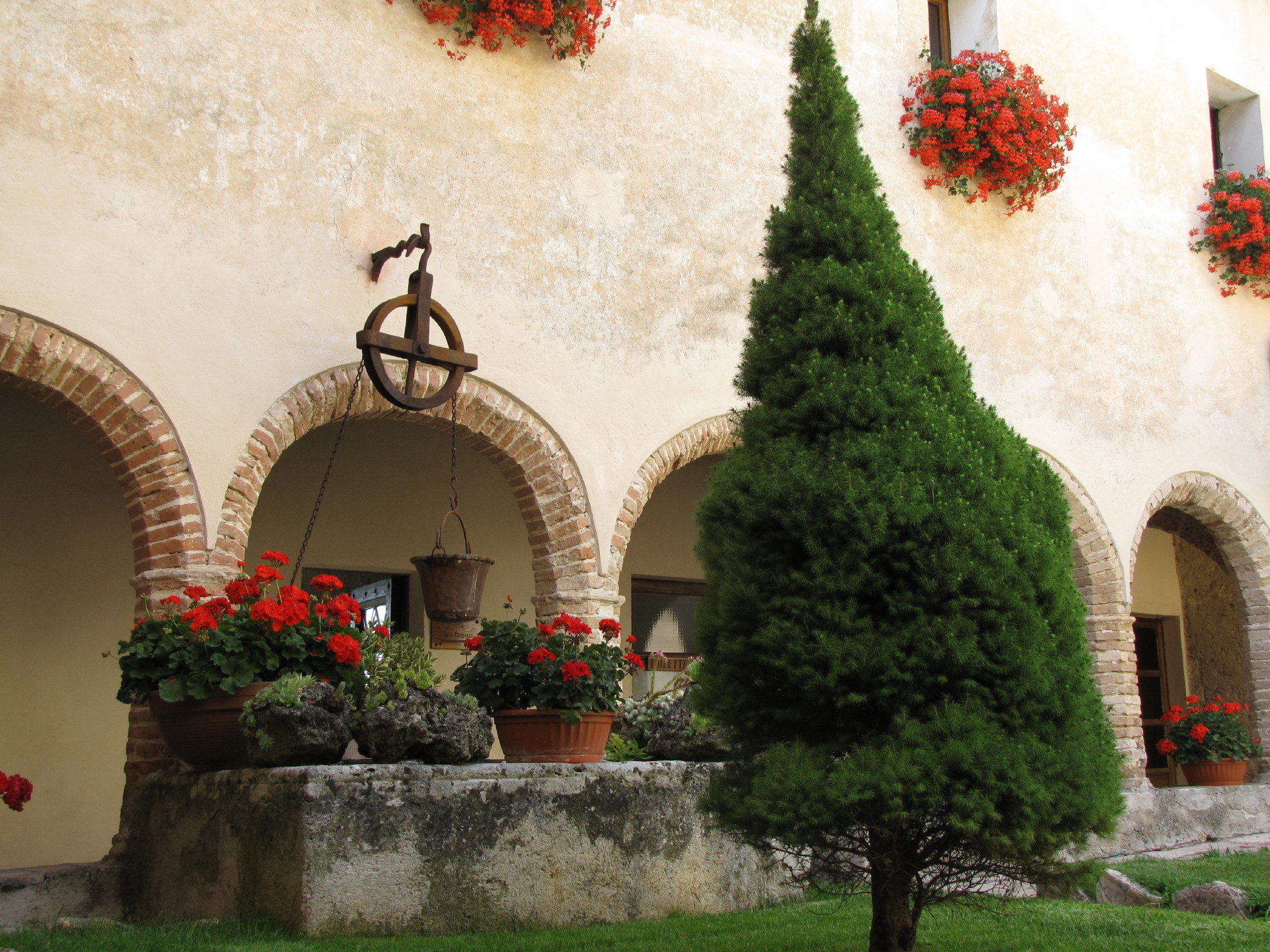
Chiostro interno

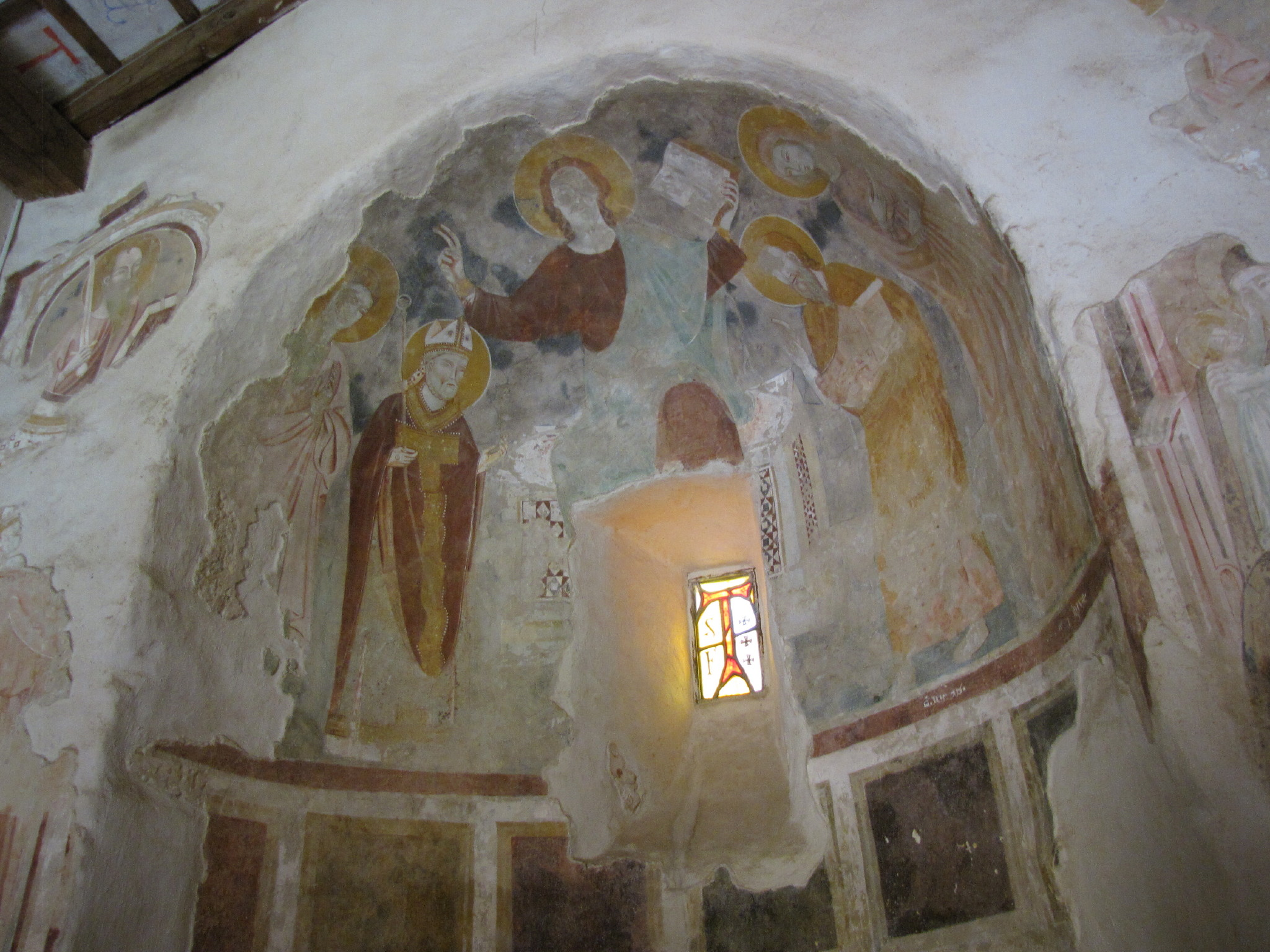
Affreschi

## Descrizione
In epoca prefrancescana il complesso era costituito da una chiesetta di campagna, dedicata a san Fabiano ed occupata da un prete che traeva da vivere da una piccola vigna con annesso un orto, dalla canonica e da una casetta (domus). Nell'estate del 1225, su invito del cardinale Ugolino (futuro papa Gregorio IX), Francesco è invitato a venire a Rieti per curarsi gli occhi, essendo presente in città un medico molto apprezzato. Arrivato alle porte di Rieti, il santo, preoccupato per le accoglienze, preferì ritirarsi in un luogo appartato e per questo motivo soggiornò per più di cinquanta giorni presso san Fabiano, ospite del sacerdote, in attesa dell'operazione agli occhi. 
Il luogo è ricordato per il "miracolo del vino": nel XIII secolo non esistevano le attuali strutture del convento ma una semplice costruzione con accanto una piccola vigna; durante il soggiorno di Francesco i pellegrini mangiavano l'uva che trovavano in loco con il risultato che in quell'anno i frutti erano talmente pochi da non poterci fare il vino. Il santo di Assisi ordinò comunque di raccogliere i pochi grappoli che fece pigiare in una vasca (ancora visibile nella struttura) ottenendo miracolosamente più del doppio del vino ottenuto l'anno precedente con un raccolto completo.
All'inizio del sec. XIV vi troviamo i Romiti, che trasformarono in chiesa la canonica attigua a San Fabiano; nel 1346 i Romiti, a causa della loro eresia, furono costretti a donare il loro complesso al vescovo di Rieti. Al loro posto giunsero i Clareni, seguaci di Pietro da Fossombrone, conosciuto come Angelo Clareno, e vi rimasero fino al 1568, quando furono soppressi ed incorporati alla provincia romana dei Frati Minori. Nel 1648 il vescovo di Rieti donò il convento ai frati minori, che eseguirono diversi lavori di ammodernamento, causando anche dei deturpamenti. Recentemente, su iniziativa del vescovo francescano Arduino Terzi, il santuario ha assunto una veste nuova e decorosa, degna dei ricordi francescani che racchiude.